# La Compagnie du savoir
La Compagnie du Savoir est une  maison d'édition de livres audio, créée en 2005, en France. Son catalogue comprend des classiques de la littérature.

## Présentation
La Compagnie du Savoir est une maison d'édition fondée en 2005, son siège social est basé à Paris. Elle est spécialisée dans la production et l'édition de livres audio, et plus particulièrement de littérature audio.
La Compagnie du Savoir a produit et exploite un catalogue de plus de 325 références, qui représentent plus de 600 heures de contenus (format MP3, podcast, streaming, radio). Ces 325 titres sont organisés en une dizaine de collections : « Thriller » (16 titres), « Jeunesse » (15 titres), « Littérature », « L'Histoire racontée aux enfants », « Documents », « Les enquêtes de Sherlock Holmes » (1re intégrale francophone des enquêtes de Sherlock Holmes, 56 nouvelles et quatre romans), « Les Aventures d'Arsène Lupin » (36 titres), notamment.